# لولب مركب للميون

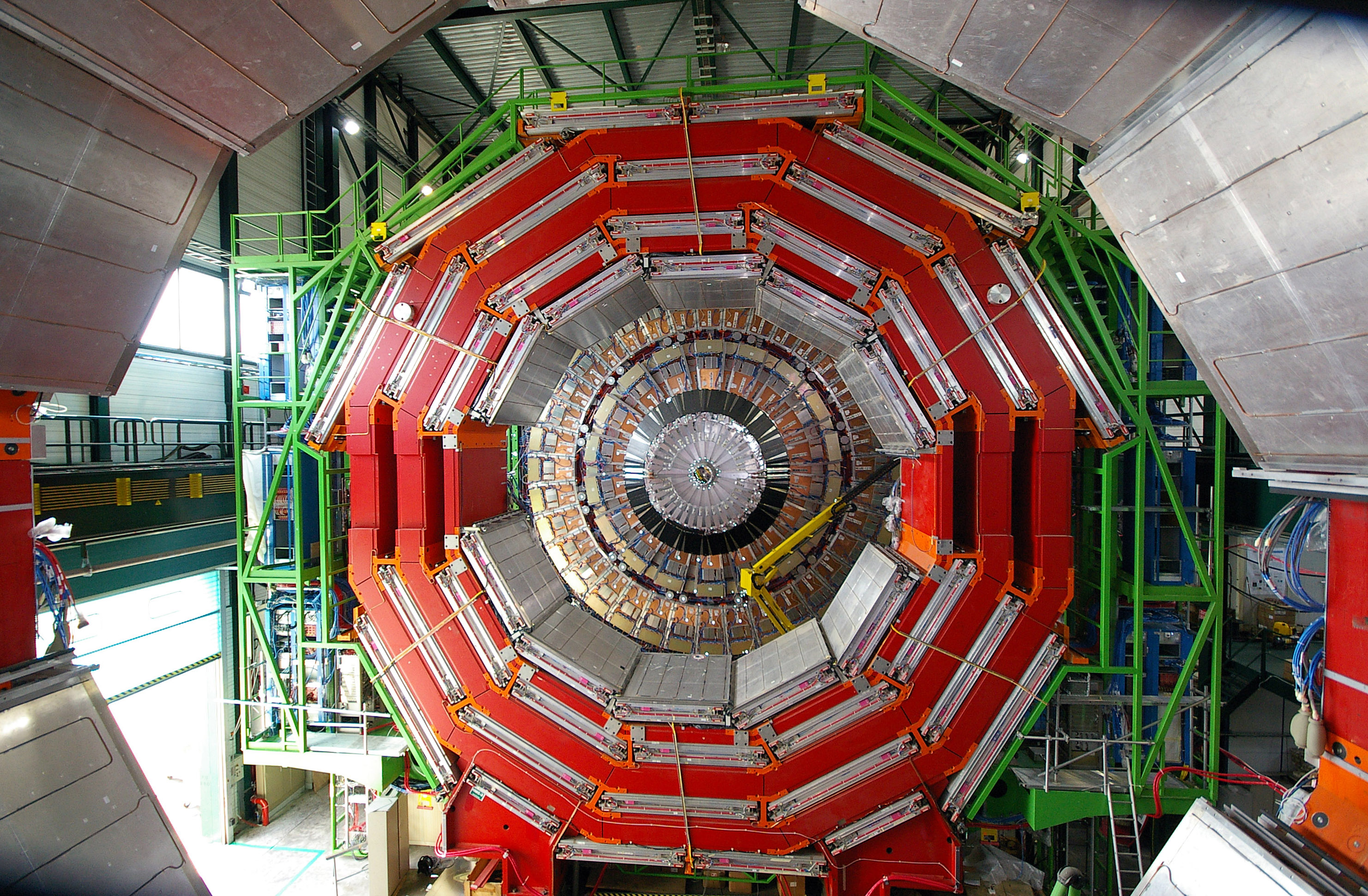
نظرة على جانب اللولب المركب ، ويبين السلم الموجود على اليمين نسبة حجم اللولب الضخم. يزن اللولب المركب نحو 12.500طن.

لولب مركب للميون في فيزياء الجسيمات (بالإنجليزية: (Compact Muon Solenoid (CMS) هو عداد ضخم وأحد التجارب الكبيرة لقياس جسيمات أولية وبصفة خاصة قياس الميونات، والتجربة منشأة على أحد نقاط التفاعل على مصادم الهدرونات الكبير. ويوجد مصادم الهدرونات الكبير على الحدود بين فرنسا وسويسرا وهو يوجد بالقرب من جينيف. قد يشكل التعبير لولب مركب التباسا، فهو لا يعني أن الميون مركب وإنما اللولب هو المركب . فالتسمية لولب مركب للميون واضحة ولا تعني «مركب كيميائي» ، فإن وزن اللولب المركب نحو 12.500 طن وهو مركب من آلاف الأجزاء.
يقوم المصادم الذي يتكون من حلقة تحت الأرض على عمق متوسط يبلغ 100 متر ومحيط الحلقة 27 كيلومتر بتسريع البروتونات إلى سرعات قريبة من سرعة الضوء في إتجاهين متضادين ثم يسلطهما على بعضهما للاصطدام في نقطة داخل اللولب المركب للميونات فيقوم بتسجيل جميع الجسيمات والإشعاعت الناتجة عن هذا الاصطدام الشديد، ومن ضمنها جسيمات الميون. تشترك 183 من المعاهد العلمية والجامعات، آتية من 38 دولة، ويبلغ عدد المتخصصين الذين قاموا ببنائه ويستعدون الآن لإجراء التجارب نحو 3600 عالم فيزيائي وخبير.

وتقع تجربة اللولب المركب للميونات تحت مدينة سيسي الفرنسية.

## الخلفية العلمية

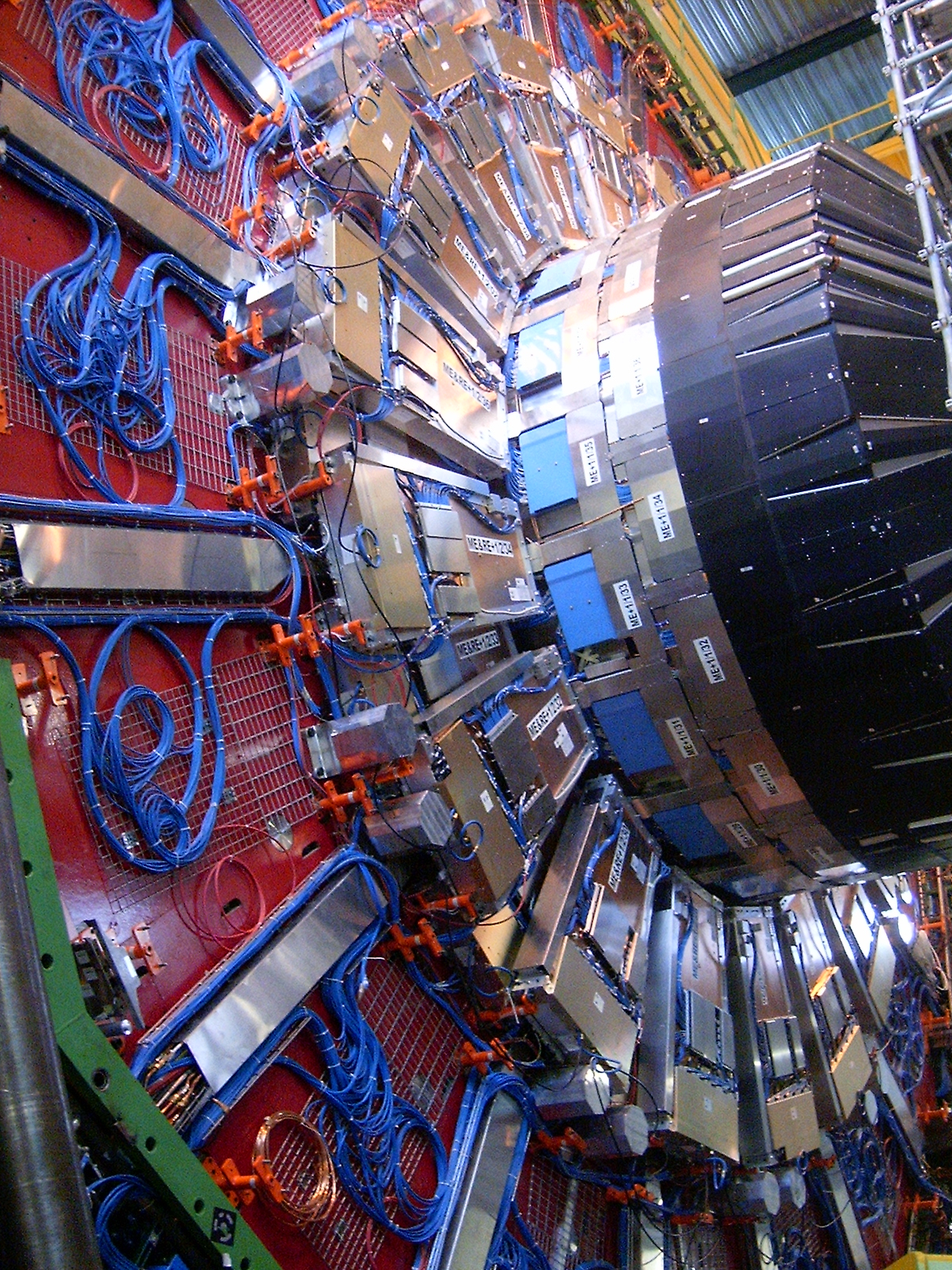
صورة للمكشاف الكبير CMSالموجود في مصادم الهادرونات الكبير.

قدمت تجارب المصادمات الكبيرة مثل مصادم الإلكترون والبوزيترون الموجود في سيرن، والمعجل الكبير تيفاترون الملحق بمركز الأبحاث النووية فيرميلاب نظرة عميقة وقياسات دقيقة في مجال التحقق من النموذج العياري للجسيمات الأولية. إلا أنه لا تزال تساؤلات كثيرة تحتاج الإجابة، ولا يجيبها إلا البحث العلمي الأكثر عمقا من خلال تجارب أكبر في ضخامتها عما سبقها.
تكلف مصادم الهدرونات الكبير حتي الآن نحو 3 مليارات يورو تقوم بدفعها الدول المشتركة في التجارب.
والمشكلة العلمية الحالية تتعلق بعدم اكتشاف حتى الآن جسيم أولي يسمى بوزون هيجز، وهو الجسيم الذي ينشأ طبقا لطريقة هيجز المقترحة من العالم البريطاني بيتر هيجز والتي من المفروض أن تفسر الكتل المختلفة الجسيمات الأولية مثل الإلكترون والبروتون والميونات والبوزونات وغيرها.
وتتعلق الإسئلة المفتوحة الأخرى بوجود بعض الشكوك في الوصف الرياضي نظرية النموذج العياري وخصوصا في الطاقة العالية. كذلك عدم وجود تفسير للمادة المظلمة وأسباب انكسار التناظر وعدم تساوي وجود المادة ومضاد المادة في الكون.
وقد صصم مصادم الهدرونات الكبير وما يلحق به من تجارب للإجابة على تلك الأسئلة. وتعتبر تجربة اللولب المركب واحدة من ضمن عدة تجارب كبيرة، منها تجربة أطلس وتجربة أليس.

## وصف المكشاف
صمم للولب المركب كعداد يستطيع دراسة وقياس عدة خصائص تتعلق باصطدام البروتونات عند طاقة عالية جدا تبلغ 14 تيرا إلكترون فولت وهي سرعات تخضع للنظرية النسبية يقوم المصادم بتسريعها إلى هذا الحد.
ويحتوي اللولب المركب عدة أنظمة للعدادات تسمح بقياس طاقة وسرعة الجسيمات وقياس الفوتونات وطاقاتها المختلفة، وطاقة وسرعة الإلكترونات والميونات والجسيمات الأخرى الناتجة عن اصطدام البروتونات. وتتكون الطبقة الداخلية من عدادات سيليكون تقيس مسار الجسيمات. ويحيط بها عدادات وميضية والتي يحيطها مقاييس حرارية للهادرونات. وتغلف طبقات العدادات هذه اللولب الضخم CMS solenoid
الذي يولد مجال مغناطيسي ضخم يبلغ شدته 8و3 تسلا. وخارج اللولب تتبع طبقات عدادات كبيرة للميونات وهي توجد في نفس الوقت تحت ملفات الخروج للولب المعناطيس.
يبلغ قطر المكشاف (اللولب المركب) 15 متر ويبلغ طوله 5و21 متر، ويزن نحو 12500 طن.

## رسم توضيحي لطبقات المكشاف
مقطع في منتصف المكشاف يبين طبقات العدادات المختلفة المستخدمة لقياس خواص الجسيمات الناتجة عن اصطدام بروتونين. نصف قطر المكشاف 5و7 متر. وترى نماذج لمسارات الجسيمات المختلفة منحنية تحت تأثير المجال المغناطيسي المسلط عليها في المكشاف.
لمعرفة التفاصيل التقنية لعداد CMS، أنظر
Technical Design Report.

### نقطة التفاعل
هي النقطة الموجودة في وسط المكشاف والتي تصطدم عندها البروتونات، حيث يوجه عند تلك النقطة فيضي البروتونات التي تتحرك في اتجاه مضاد وتسير بسرعة مقاربة لسرعة الضوء. فعند نهاية ناحيتي المكشاف تعمل مغناطيسات على تركيز الفيضين للاصطدام في نقطة التفاعل. وعند الاصطدام يكون قطر مقطع الاصطدام 34 ميكرومتر وزاوية الالتقاء لا تزيد عن 284 ميكرو درجة قوسية.

### الطبقة 1- مقياس المسارات
وهي موجودة حول نقطة التفاعل مباشرة ووظيفتها التعرف على مسارات الجسيمات الناشئة من التفاعل بين البروتونات وتحديد موقع تولدهم. ومن انحناء مسار الجسيم بسبب المجال المغناطيسي المسلط يمكن معرفة شحنة كل جسيم وسرعته.
ويتكون مقياس المسارات من 13 طبقة في المنطقة الوسطية للولب و 14 طبقة عند طرفي اللولب من العدادات السيليكونية. وتتكون الثلاث طبقات الداخلية الأولى من عدادات سيليكونية بقطر 22 مليمتر. ويبلغ عددها 66 مليون عداد.
ثم تتبعها 4 طبقات من العدادات، قطر كل منها 110 سنتيمتر مكونة من شرائح السيليكون، ثم يتبعها 6 طبقات من شرائح العدادات السيليكونية (مقاس 25 سم في 180 ميكرومتر). ويبلغ مجموع الشرائح 6و9 مليون شريحة.

### الطبقة 2 - مقياس الحرارة الكهرومغناطيسي
صمم مقياس الحرارة الكهرومغناطيسية بغرض قياس طاقات الإلكترونات والفوتونات بدقة عالية.
وهو مصنوع من بلورات تنجستات الرصاص PbWO4. وهي مادة شفافة جدا وذات كثافة عالية تستطيع امتصاص الجسيمات ذات الطاقة العالية. وهي تتميز بإنتاج سريع للضوء وبنسبة 80 % خلال زمن 25 نانو ثانية. ويبلغ محصولها من الضوء 30 فوتون لكل 1 ميجا إلكترون فولت من الطاقة الساقطة.
ويبلغ مقدمة البلورة الواحدة 22 مليمتر في 22 مليمتر ويبلغ عمقها 230 مليمتر. والبلورات مثبتة في شبكة تشبه خلية النحل من ألياف الكربون بغرض حجب الواحدة عن الأخرى ضوئيا. وتشتبك كل بلورة تنجستات الرصاص بديود ضوئي سيليكوني للعد والتسجيل. ويحتوي طرفي اللولب على 61.200 من البلورات وتنتهي ب 7324 بلورة من الخارج.
ويغطي طرفي المقياس الحراري الكهرومغناطيسي من الداخل بعدادات تحتوي عل طبقات من الرصاص تتخللها طبقتين من عدادات السيليكون الشرائحية. والغرض منها المساعدة على التفرقة بين الفوتونات والبيونات.

### الطبقة 3 - مقياس حرارة الهادرونات

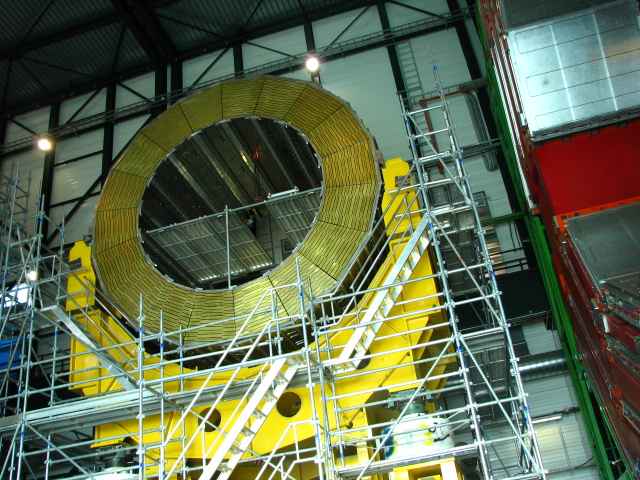
نصف مقياس حرارة الهادرونات

الغرض من مقياس حرارة الهادرونات هو قياس طاقة كل جسيم من الهادرونات الناتجة عن كل تفاعل بين بروتونين، وهو لذلك يحيط نقطة التفاعل مباشرة.
وهو يتكون من طبقات من مواد ذات كثافة عالية مثل الفولاذ والبرونز تتخللها شرائح من عدادات البلاستيك الوميضي وهي تسجل القراءات بواسطة خلايا ضوئية تقيس طول الموجة.

### الطبقة 4 - المغناطيس
ومثل جميع عدادات الجسيمات فيحتوي مكشاف الميونات CMS على لولب مغناطيسي ضخم. وهو يساعد على قياس نسبة الشحنة إلى طاقة الجسيم وذلك عن طريق حساب انحناء مسار الجسيم ذلك الانحناء الذي ينشأ عن وجود مجال مغناطيسي يؤثر عموديا على المسار، ويتناسب الإنحناء مع شدة المجال المغناطيسي.
ويبلغ طول اللولب المغناطيسي 13 متر وقطره 6 متر، وهو عبارة عن لولب من النيوبيوم-التيتانيوم وهي سبيكة فائقة التوصيل ولا بد من تبريدها تبريدا شديدا، وهي تنتج مجالا مغناطيسيا قدره 8و3 تسلا.
ويعمل المغناطيس بتيار كهربائي شدته 19.500 أمبير مولدا طاقة مخزنة مقدارها 66و2 مليون جول، وهي تعادل الطاقة الانفجارية لنصف طن من تي إن تي (مادة كيميائية) (TNT).
وعندما يعمل المغناطيس بشدة 8و3 تسلا فهو يستهلك تيارا كهربائيا مقداره 18.160 أمبير ويعطي طاقة مخزونة قدرها 3و2 جيجا جول.

### الطبقة 5 - عداد الميونات وملفات الخروج
يستخدم المكشاف ثلاثة أنواع من العدادات للتعرف على الميونات وقياس كمية حركتها: غرفة السلك/صمام الإزاحة wire chamber/drift tubes، وغرفة المهبط الشريحي cathode strip chambers، وغرفة اللوحة المقاومة resistive plate chambers.
وتستخدم صمامات الإزاحة في التعيين الدقيق لمسارات الجسيمات في المنطقة الوسطى من المكشاف. بينما تستخدم غرف الشرائح المهبطية عند طرفي المكشاف. وتنتج غرف اللوحة المقاومة نبضة كهربائية سريعة عند مرور أحد الميونات في عداد الميونات، وهي مثبتة في الوسط وكذلك في طرفي المكشاف.

## تسجيلات البيانات وتفسيرها

### معرفة بصمة الجسيمات
سيكون من أنواع الجسيمات التي يسجلها المكشاف جسيمات ذات العمر القصير بسبب عدم استقرارها، وهي تتحول إلى وابل من الجسيمات الخفيفة الأكثر استقرارا وتنتمي جسيمات تلك الوابلات للجسيمات التي نعرفها. ويترك كل جسيم يعبر المكشاف بصمة خاصة به تدل علية في كل طبقة من طبقات المكشاف، مما يسمح بالتعرف عليه. وبذلك يمكن التحقق من وجود أو عدم وجود جسيم معين.

### نظام الزناد
بغرض زيادة احتمال تسجيل جسيمات نادرة مثل بوزون هيجز فلا بد من إجراء عدد عظيم من التصادمات بين البروتونات. فمعظم التصادمات في المكشاف ستكون من النوع الخفيف. في نفس الوقت تبلغ كمية البيانات المجمعة من اعتراض تصادمي مليون بايت، وهي تعبر المكشاف بمعدل 40 ميجاهرتز منتجة 40 تيرا بايت (مليون مليون بايت) من البيانات في الثانية، وهي كمية لا تستطيع التجربة تخزينها بطريقة مرضية. لذلك يستخدم نظام الزناد [ نظام نبضة تنفيذ] يُخفض من معدل الحدثات المهمة إلى نحو 100 في الثانية.
وللوصول إلى ذلك تستخدم عدة مراحل للزناد. فجميع البيانات المجمعة من كل اعتراض تصادمي بين البروتونات يحتفظ بها في ذاكرة مؤقتة في العداد بينما تُجرى حسابات سريعة لمعلومات منتقاة رئيسية، تمكن من التعرف على الحدثات المهمة مثل نفاثات الطاقة أو ميونات.
تتم تلك الحسابات من المرحلة 1 خلال 1 ميكروثانية، فيقل معدل الحدثات بنسبة 1000 مرة إلى 50 كيلوهيرتز. وتتم الحسابات سريعا بواسطة الحواسيب.
فإذا مر حدث معين المرحلة 1 لزناد التنفيذ، تكون بيانات الحدث لا تزال مخزونة في العداد وتُرسل إلى زناد أعلى المستوى عن طريق ألياف ضوئية. ويسمح معدل الحدثات التي تحدث على المستوي الأعلى للزناد بإجراء تحليلات حسابية أكثر استفاضة عن تلك التي تمت في المرحلة 1.
ويعمل زناد مرحلة عليا على تخفيض جديد لمعدل الحدثات بمقدار 1000 مرة حتي يتبقى نحو 100 حدثات في الثانية. وتخزن تلك الحدثات على شريط لمتابعة تحليلها.

### تحليل البيانات
تخزن البيانات التي مرت بمراحل الزناد على شريط وتسجل لها نسخ ترسل عن طريق شبكة حواسيب مصادم الهدرونات الكبير إلى عدد من المعاهد العلمية في جميع أنحاء العالم لتسهيل وصولها لعدد كبير من الفيزيائيين لتحليلها والمحافظة عليها.
وتشمل تلك التحليلات :
- مشاهدة الحدثات التي توحي بضياع أو فقد جزء كبير من الطاقة، وتلك الحدثات تعني وجود جسيمات عبرت المكشاف بدون أن تترك أثرا (بصمة)، مثل النيوترينو.

- مشاهدة حركة أزواج من الجسيمات التي نتجت عن تحلل الجسيم الأم (mother particle) مثل بورون زد يتحلل إلى زوج من الإلكترونات أو تحلل بوزون هيجز الذي يتحلل إلى تاوونات أو فوتونات، بغرض تعيين خواص وكتلة الجسيم الأم.

- مشاهدة فنفاثات الجسيمات بغرض دراسة طريقة تعامل كواركات البروتونات المتفاعلة.

## الخطة الزمنية للإنشاء
| 1998           | بدء إنشاء المباني السطحية للمكشاف.                        |
| 2000           | إعلاق المعجل الإلكتروني LEP وبدء توسيع الدهليز تحت الأرض. |
| 2004           | انتهاء توسيع الدهليز وصالات التجارب تحت الأرض             |
| 10سبتمتر 2008  | أول فيض للبروتونات في مكشاف CMS.                          |
| 23 نوفمبر 2009 | أول اصطدام للبروتونات في المكشاف.                         |
| 30 مارس 2010   | أول اصطدام بطاقة 7 تيرا إلكترون فولت في المكشاف.          |

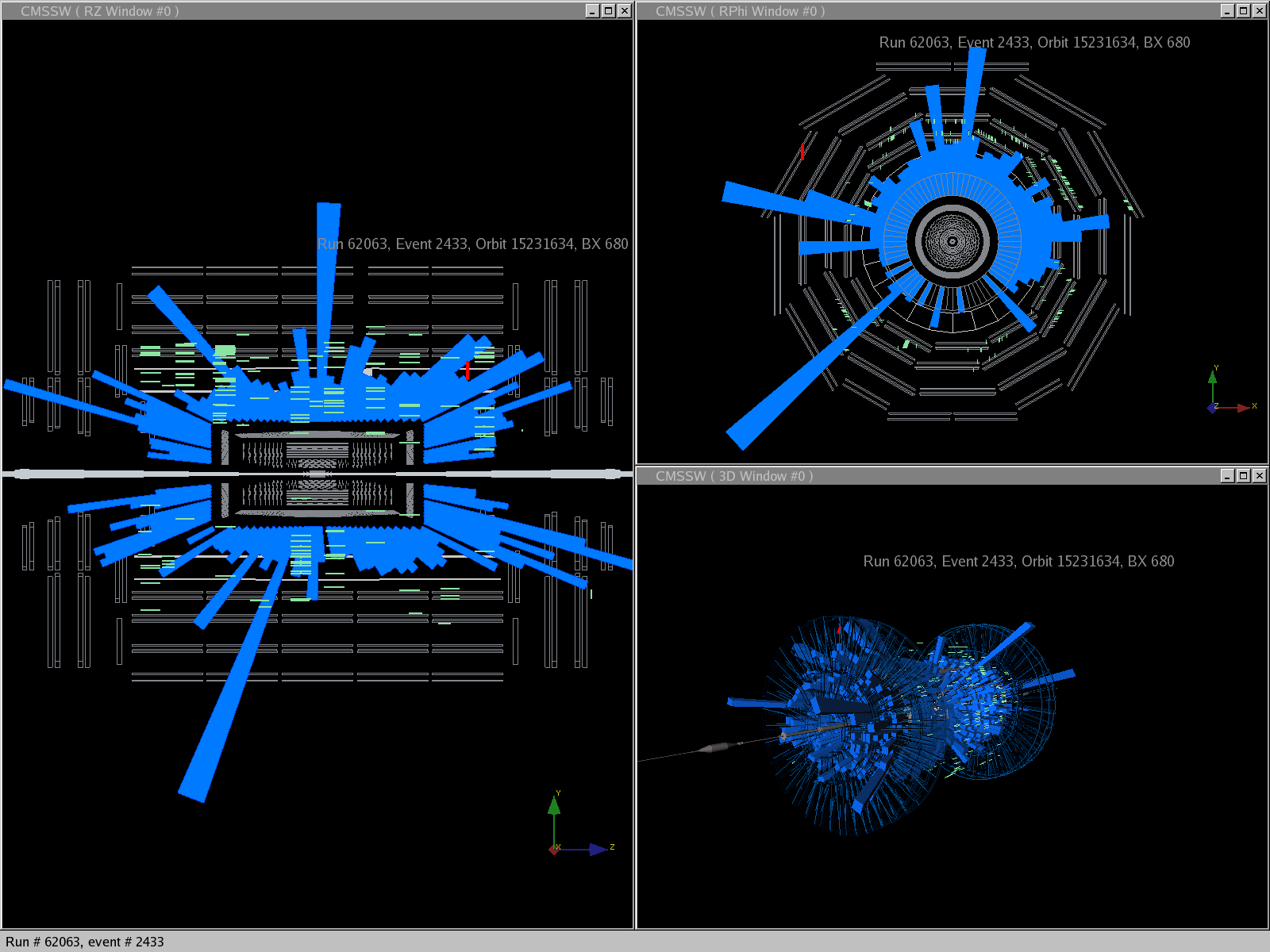
صورة محاكاة بالحاسوب تصف اصطدام بروتون بهدف من التنجستن ونواتج الاصطدام في المكشاف، سبتمبر 2008